# Eleições legislativas na Romênia em 2008
As eleições legislativas romenas de 2008 ocorreram em 30 de novembro.

## Participação
A participação dos eleitores romenos no pleitofoi inferior a 20% passadas as sete primeiras horas de votação.
Às 14h do horário local, 19,84% dos 18,3 milhões de eleitores com direito a voto tinham depositado sua cédula nas seções espalhadas pelo país, que abriram às 7h.
Em Bucareste, onde mais de 1,8 milhão de pessoas estão aptas a votar, apenas 15,85% dos eleitores tinham se apresentado nos colégios eleitorais até as 14h locais.

## Resultados
O Partido Social Democrata (PSD) venceu as eleições. Segundo a comissão eleitoral, a sigla oposicionista recebeu 33,6% das intenções de voto. O Partido Democrata Liberal (PDL), ligado ao presidente Traian Basescu, ficou com 33% dos votos.
O Partido Nacional Liberal (PNL), do primeiro-ministro Calin Popescu Tariceanu, atualmente no governo, ficou em terceiro lugar com 18%. De acordo com os resultados, nem o PSD, dirigido por antigos comunistas, nem a direita reformista (PNL) conseguiram maioria para formar o governo. Dessa forma, o partido de Tariceanu fica em posição determinante para a governabilidade do país.

## Tabela de resultados
| Partidos                | Partidos                                     | Câmara dos Deputados | Câmara dos Deputados | Câmara dos Deputados | Câmara dos Deputados | Câmara dos Deputados | Senado     | Senado | Senado | Senado       | Senado |
| Partidos                | Partidos                                     | Nº Votos             | %                    | +/-                  | Nº Deputados         | +/-                  | Nº Votos   | %      | +/-    | Nº Deputados | +/-    |
| ----------------------- | -------------------------------------------- | -------------------- | -------------------- | -------------------- | -------------------- | -------------------- | ---------- | ------ | ------ | ------------ | ------ |
|                         | Partido Social-Democrata+Partido Conservador | 2 279 449            | 33,1%                | 3,5                  | 114 / 334            | 19                   | 2 352 968  | 34,2%  | 3,0    | 49 / 137     | 8      |
|                         | Partido Democrata Liberal                    | 2 228 860            | 32,4%                | Novo                 | 115 / 348            | Novo                 | 2 312 358  | 33,6%  | Novo   | 51 / 137     | Novo   |
|                         | Partido Nacional Liberal                     | 1 279 063            | 18,6%                | -                    | 65 / 334             | -                    | 1 291 029  | 18,7%  | -      | 28 / 137     | -      |
|                         | União Democrática dos Húngaros na Roménia    | 425 008              | 6,2%                 | =                    | 22 / 334             | =                    | 440 449    | 6,4%   | 0,2    | 9 / 137      | 1      |
|                         | Partido da Grande Roménia                    | 217 595              | 3,2%                 | 9,7                  | 0 / 334              | 48                   | 245 930    | 3,6%   | 10,0   | 0 / 137      | 21     |
|                         | Partido da Nova Geração                      | 156 901              | 2,3%                 | 0,1                  | 0 / 334              | =                    | 174 519    | 2,5%   | 0,1    | 0 / 137      | =      |
|                         | Partidos de minorias étnicas                 | 243 908              | 3,4%                 | -                    | 18 / 334             | =                    | -          | -      | -      | -            | -      |
|                         | Outros                                       | 27 655               | 0,4%                 |                      | 0 / 334              |                      | 60 734     | 0,8%   |        | 0 / 137      |        |
|                         | Independentes                                | 28 355               | 0,4%                 | 0,1                  | 0 / 334              | =                    | 10 068     | 0,1%   |        | 0 / 137      |        |
| Votos inválidos         | Votos inválidos                              | 352 077              | 4,9%                 | 0,7                  |                      |                      | 350 816    | 4,9%   | 0,7    |              |        |
| Total                   | Total                                        | 7 238 871            | 100%                 |                      | 334                  | 2                    | 7 238 871  | 100%   |        | 137          |        |
| Eleitorado/Participação | Eleitorado/Participação                      | 18 464 274           | 39,2%                | 19,3                 |                      |                      | 18 464 274 | 39,2%  | 17,3   |              |        |